# Smile (Brian Wilson-album)
Smile, album av Brian Wilson, utgivet 28 september 2004. Smile är pophistoriens mest kända outgivna album. Meningen var att albumet skulle givits ut av The Beach Boys redan 1967 som en uppföljare till deras legendariska album Pet Sounds. Men av olika anledningar klarade inte Brian Wilson av pressen från sig själv och andra att överträffa föregående album. Först 37 år senare spelade han in hela albumet på nytt, fast då under sitt eget namn.
Albumet nådde 13:e plats på den amerikanska Billboard-listan.
I England nådde albumet 7:e plats.

## Låtlista
Singelplacering i England=UK 
1. Our Prayer/Gee (Davis/Levy/Brian Wilson)
2. Heroes And Villains (Van Dyke Parks/Brian Wilson)
3. Roll Plymouth Rock (Van Dyke Parks/Brian Wilson)
4. Barnyard (Van Dyke Parks/Brian Wilson)
5. The Old Master Painter/You Are My Sunshine (Davis/Gellespie/Smith)
6. Cabinessence (Van Dyke Parks/Brian Wilson)
7. Wonderful (Van Dyke Parks/Brian Wilson) (UK #29)
8. Song For Children (Van Dyke Parks/Brian Wilson)
9. Child Is Father Of The Man (Van Dyke Parks/Brian Wilson)
10. Surf's Up! (Van Dyke Parks/Brian Wilson)
11. I'm In Great Shape/I Wanna Be Around/Workshop (Mercer/Vimmerstadt/Van Dyke Parks/Brian Wilson)
12. Vega-Tables (Van Dyke Parks/Brian Wilson)
13. On A Holiday (Van Dyke Parks/Brian Wilson)
14. Wind Chimes (Van Dyke Parks/Brian Wilson)
15. Mrs. O'Leary's Cow (Brian Wilson)
16. In Blue Hawaii (Van Dyke Parks/Brian Wilson)
17. Good Vibrations (Tony Asher/Mike Love/Brian Wilson)
18. Heroes And Villains (instrumental)
19. Cabin Essence (instrumental)
20. On A Holiday (instrumental)
21. Wind Chimes (instrumental)

Fotnot: Spår 18-21 är bonusspår på 2-LP-utgåvan.